# Brasla
Die Brasla ist ein rechter Nebenfluss der Gauja in Lettland.
Das Flussbett hat steile Uferböschungen die teilweise aus Sandsteinfelsen bestehen. Durch die vielen Stromschnellen ist die Brasla bei hohem Wasserstand ein beliebtes Ziel für Kanuten. Am Flussufer liegen die Ortschaften Straupe, Plācis und Rozula.
Größte Zuflüsse sind Iesala(19 km), Nabe(20 km) und Jugla(24 km).